# Psyra debilis
Psyra debilis là một loài bướm đêm trong họ Geometridae.